# Burtoft
Burtoft – wieś w Anglii, w hrabstwie Lincolnshire. Leży 48 km na południowy wschód od Lincoln i 154 km na północ od Londynu.